# André Coyné
Ne doit pas être confondu avec André Coyne, ingénieur.
Pour les articles homonymes, voir Coyne.
André Coyné, né à Bioule le 3 février 1927 et mort le 15 janvier 2015 à Montpellier, est un universitaire, écrivain et traducteur français. Lusophone et hispanophone, spécialiste des auteurs péruviens Vallejo et Moro, il étudie également le surréalisme dans l'œuvre de Emilio Adolfo Westphalen.

## Biographie
André Coyné naît à Bioule en 1927.
Après des études à l' École normale supérieure de Paris, puis à l'Université de Strasbourg, André Coyné devient agrégé de l’université. Il part pour le Pérou, pour découvrir le pays de César Vallejo, rencontre César Moro et devient docteur ès lettres de l'université nationale principale de San Marcos (Lima), il sera plus tard membre étranger de l’Académie de la langue du Pérou,.
De 1948 à 1957, André Coyné enseigne en Amérique latine (Pérou, Brésil, Mexique, Argentine) . Il poursuit sa carrière d’enseignement à l’université Complutense de Madrid, à l’université classique de Lisbonne, au lycée Descartes de Phnom-Penh et au lycée Carnot de Tunis et, enfin, à l’École normale supérieure d’Abidjan comme maître de conférences.
Spécialiste des poésies hispanique et lusitanienne, lui-même auteur de recueils de poésies en espagnol, il a traduit des auteurs tels Fernando Pessoa, Juan Donoso Cortés et César Moro. Un pan important de son travail littéraire a consisté à déceler l'influence de la Tradition sur les avant-gardes contemporaines, comme le surréalisme par exemple. Il est correspondant pour le Portugal et collaborateur des revues Politica Hermetica et Éléments et rédige un chapitre dans l'ouvrage collectif sur René Guénon.

## Ouvrages (sélection)
- César Vallejo y su obra poética, Editorial Letras Peruanas, 1958.
- César Moro, Los anteojos de azufre: prosas reunidas y presentadas por André Coyné, Lima, Editorial San Marcos, 1958.
- Carta con dos y dios, poema, Buenos Aires et Paris, E. Delpire, 1965.
- Alibi à loup d’angle, Buenos-Aires et Paris, Éditions du Pi-hi et Delpire, 1966.
- Capitan Andres Co. Descubrim del Rio de L, Illustrations de Nicolás Rubió. Dessin de Mario Arbolave, Paris, E. Delpire, 1967.
- Medio siglo con Vallejo, Lima, Pontificia universidad catolica del Peru, Fondo editorial, 1999.
- Études d'histoire de l'ésotérisme, París, Éditions du Cerf, 2007.
- Regards sur Fernando Pessoa: Écosse, Tradition primordiale, Rose-croix et rosicrucianisme, franc-maçonnerie templière, Imago templi, l'Empire de la fin, hermétisme, René Guénon, Aleister Crowley, Zacharias Werner, Golden dawn, Ordo templi orientis, prophétie du Portugal, Archè, 2011.